# أغوستينو دي بارتولومي
أغوستينو دي بارتولومي (بالإيطالية: Agostino Di Bartolomei)‏ لاعب كرة قدم ايطالي (ولد في روما من العام 1955) كان قائد نادي روما ومن نجومه المميزين، انهى حياته منتحراً عام 1994 بعد معاناته مع الاكتئاب بسبب مشاكل مالية وفشل في الاستثمارات وعدم تمكنه من الحصول على قرض حيث ترك مذكرة قال فيها : «لا أرى طريقة للخروج».

## روابط خارجية
- أغوستينو دي بارتولومي على موقع قاعدة بيانات كرة القدم.إي يو (الإنجليزية)
- أغوستينو دي بارتولومي على موقع عالم كرة القدم.نت (الإنجليزية)
- أغوستينو دي بارتولومي على موقع GSA (الإنجليزية)